# Список бажань (телесеріал)
Список бажань (рос. Список желаний) —  російськомовний мелодраматичний мінісеріал 2018 року, знятий в Україні. Прем'єра відбулася на телеканалі СТБ 2 лютого 2018 року.

## Сюжет
Марія Синіцина, яка працює туристичним менеджером, дізнається, що у неї дуже серйозна хвороба — лікарі підозрюють онкологію. Багато років тому в Марії помер батько саме через рак. Дівчина не хоче просто сидіти і чекати на смерть, вона написала список своїх бажань, які повинна встигнути здійснити до кінця життя. У підсумку майже всі бажання реалізуються, але Маші так сподобалося жити, що хвороба відступила.

## Акторський склад
| Актор               | Роль                                     |
| ------------------- | ---------------------------------------- |
| Ольга Гришина       | Марія Синіцина (головна героїня)         |
| Дмитро Мухін        | Олексій Терентьєв (голова компанії)      |
| Артем Єгоров        | Микита Дунаєв (однокласник Марії, лікар) |
| Дар’я Баріхашвілі   | Настя Кауфман (дочка мера)               |
| Людмила Титова      | мати Марії                               |
| Олексій Вертинський | Сергій Єрохін (музикант)                 |
| Ахтем Сеітаблаєв    | Леонід Борисович Кауфман (мер)           |
| Артем Позняк        | Андрій Харченко (старший менеджер)       |
| Євгенія М'якенька   | Ліда (менеджер)                          |
| Сніжана Єгорова     | Сніжана (власниця шлюбного агентства)    |
| Олесь Каціон        | Мятешко (капітан карного розшуку)        |
| В'ячеслав Гіндин    | Володимир Іванович (вчитель математики)  |
| Владлен Портников   | Семен Борисович (головний лікар)         |
| Людмила Ардельян    | дружина Єрохіна                          |
| Юлія Мотрук         | Соня                                     |
| Дмитро Шуров        | Піанобой                                 |
| Світлана Косолапова | медсестра                                |
| Віктор Полторацький | доглядач                                 |
| Оксана Коляденко    | медсестра                                |

## Виробництво
Мінісеріал знімав телеканал СТБ у Києві та Буковелі протягом 2016-2017 років.